# Борис Паригин
Борис Дмитриевич Паригин (на руски: Борис Дмитриевич Парыгин) е учен от Русия – социален психолог, философ, социолог и педагог.

## Биография
Водещ представител на философско-социологическото направление в социалната психология и неговия основател в Русия. Завършва философски факултет към Санктпетербургския държавен университет (ЛГУ, 1953). Профессор, доктор по философия. Дисертация – „Социална психология като наука (въпроси на историята, методологии и теории)“ (ЛГУ, 1967).
Работи като преподавател във Философския факултет към ЛГУ със статут заместник-декан по научната работа (1953 – 1957); в Педиатрическия медицински институт (1957 — 1962). Ръководи катедрата по философия към ЛГПИ им. Герцена, където организира лаборатория за социално-психологически проучвания и първия в СССР факултет по социалната психология (1968 — 1976).
Често посещава България (1970 — 1980). Той има приятелски отношения с българския социолог Минчо Драганов. Ръководи сектора по социално-психологически проблеми в Институт за социално-икономически проблеми към РАН (Руска академия на науките, 1976 – 1992).
Завежда основана от него катедрата по социалната психология в Санктпетербургския хуманитарен университет на профсъюзите (СПб ГУП, 1992 – 2012).

### Семейство
Съпруга — Паригинa Алевтина Арисовна (1936, Санкт Петербург — 2021, Санкт Петербург). Синове: Алексей Борисович Паригин (1964, Санкт Петербург), Дмитрий Борисович Паригин (1974, Санкт Петербург).

## Научни открития
Изработена е теорията на социалната психология като самодостатъчна система от научни знания, нейните методологии, предмет и област, структура, функции и статут в полето на хуманитарните и естественонаучните знания (1960 — 1964).
Изработена е концепцията за същност, динамика и роля на общественото настроение в живота на социума (1964 — 1966).
Заложени са и аргументирани основите на общата социално-психологическа теория, представена в двете фундаментални категории — личност и общуване (1960 — 1971).
Изработени са методите за диагностика, прогнозиране и регулиране на социално-психологическия климат в колектива (1976 — 1981).
Изработена е концепцията и методите за оценка на психологическата готовност на властта за териториално управление в условията на социалната трансформация (1986 — 1992).
Изработен е инструментариум за тренинг за постдиагностична корекция на вътрешногруповите отношения (1992 — 1994).
Определена е спецификата на феноменологията на ръководството и лидерството и методите за класификацията им (1973 — 1999).
Формулиран е и апробиран структурно-динамичния подход към моделиране на социално-психологическите явления (1999).
Паригин е автор на 10 големи монографии и над 400 статии, част от които са преведени на други езици – английски, френски, немски, японски, испански, китайски, португалски, български, чешки, словашки, унгарски, литовски, латишки и др.

## Книги
- Социална психология. Извори и перспективи. – Санкт Петербург: СПБГУП, 2010. – 533 с. (рус.)
- Социална психология (учебно помогало) – Санкт Петербург: СПбГУП, 2003. – 616 с. (рус.)
- Анатомия на общуването. Санкт Петербург: изд. Михайлова, 1999. – 301 с. (рус.)
- Социална психология. Проблеми на методологията, историята и теорията. – Санкт Петербург: СПбГУП, 1999. – 592 с. (рус.)
- Социална психология на териториалното самоуправление. Санкт Петербург: Унигум, 1993. – 170 с. (рус.)
- Научно-техническата революция и личността. – Москва: Политиздат, 1978. – 240 с. (рус.)
- Научно-техническата революция и социалната психология. – Ленинград: О-во „Знание“ РСФСР, орг., 1976. – 39 с. (рус.)
- Основи на социално-психологическата теория. – Москва: Мысль, 1971. – 352 с. (рус.)
  - Grundlagen der sozialpsychologischen Theorie. – Köln: Pahl-Rugenstein, 1975. – 265 S., OBr. ISBN 3-7609-0186-7 (нем.)
  - Grundlagen der sozialpsychologischen Theorie. – Berlin: VEB, 1976. – 266 S. (нем.)
  - 社会心理学原論, 海外名著選〈76〉. – 明治図書出版 (Токио: Мейджи Тосуа), 1977. – 281 с. (япон.)
  - Grundlagen der sozialpsychologischen Theorie. – Köln: Pahl-Rugenstein Verlag., 1982. – 264 S. ISBN 3-7609-0186-7. (нем.)
- Обществено настроение – Москва: Мысль, 1966. – 328 с.(рус.)
- Социална психология като наука. – Ленинград: ЛГУ, 1965. – 208 с. (рус.)
  - Социална психология като наука (второ преработено и допълнено издание). – Ленинград: Лениздат, 1967. – 264 с. (рус.)
  - La psicologia social como ciencia. – Montevideo: Pueblos Unidos, 1967. – 249 p. (исп.)
  - Социалната психология като наука. София, 1968. – 240 с. (бълг. / Преводач: Йорданка Осиковска)
  - Sociialni psychologie jako veda 1968, Praha. – 192 s.(чеш.)
  - A psicologia social como ciência. Rio de Janeiro: Zahar Ed., 1972. – 218 p. (порт.)
- Какво е социална психология. – Л.: б.и., 1965. – 39 с. (рус.)

## Статии (избрани)
- Опыт ретроспективного видения судьбы социальной психологии // СПб: Вестник СПбГУ. Серия 16. 2011. Выпуск 4. С. 11-17. (на руски)[20]
- Личность как микрокосм в поликультурном мире // Диалог культур и партнерство цивилизаций. VIII Международные Лихачевские научные чтения. СПб, 2008. (на руски)
- Готова ли личность к самоидентификации? // Диалог культур и партнерство цивилизаций: VIII Международные Лихачевские научные чтения. СПб, 2008. (на руски)
- Российская интеллигенция как носитель общественного самосознания // Судьба российской интеллигенции. СПб, 1999. (на руски)
- НТП и проблемът със самореализацията на личността // Психология на личността и начин на живот. — София, 1991.
- Камбурова Р. Преустройство и на самите себе си // Работническо дело. — 1987, 5 юля (186). — С. 3.
- Рускова М. Магическа наука? (Кръгла маса: Жозеф М. Нютен, Ласло Гарай, Борис Паригин, Геролд Микула) // Народна култура. — 1987, 22 (1609), 29 май. — С. 2.
- Social and psychological environment of collective`s behavior // European association of Experimental Social psychology: VII-th General meeting: Ab-stracts. — Varna, 1987. (на английски)
- Advance of science and technology and the problem of self-realization of an tndividual // Proceedings of the 2nd Finnish-Soviet symposium on personality. — Tampere. — 1983, June 14-16. (на английски)
- The personal mediation of human action and the social context // Materials of the East — West meeting in the framework of the European Association of Experimental Psychology. — Varna, 1983. (на английски)
- Advance of science and technology and the problem of self-realization of an tndividual // Proceedings of the 2nd Finnish-Soviet symposium on personality. — Tampere. — 1983, June 14-16. (на английски)
- Климат коллектива как предмет диагностического исследования // Психологический журнал. — 1982. — Том 3, № 3. (на руски)
- Перспективи за развитие и реализиране на духовния потенциал на индивида // Психологически проблеми на образованието. — София, 1981.
- Социално-психологически климат на екипа: Начини и методи на обучение // Психология. — София, 1980. — № 6.
- Scientific and technological progress and socio-psychological climate in a scientific collective // Proceedings of the 1nd Finnish-Soviet symposium on personality. — М., 1979. S. 18. (на английски)
- Психологический барьер и его природа // Социальная психология и философия. — Л., 1975. — Вып. 3. (на руски)
- Руководство и лидерство // Руководство и лидерство: Сб. статей. — Л.: ЛГПИ., 1973. (на руски)
- Психологический барьер как фактор общения // Общение как предмет теоретических и прикладных исследований. — Л., 1973. (на руски)
- Структура личности // Социальная психология и философия. — Л., 1971. — Вып. № 1. (на руски)
- Социальное настроение как объект исторической науки // История и психология. — М., 1971. (на руски)
- Социалната психология днес и утре // Студентска трибуна. — 1971, 17, 19. 01. — С. 1-3.
- НОТ в народного образование // Студентска трибуна. — 1970, 3, 13. Х. — С. 1-4.
- Своевременное состояние и проблемы социальной психологии в СССР // Материалы II Международного коллоквиума по социальной психологии. — Тбилиси, 1970. (на руски)
- Социальная психология // Педагогическая энциклопедия. — М., 1968. — Том 4. (на руски)
- Опыт исследования ориентации личности, принимающей решение // Вопросы социальной психологии. — Л., 1968. (на руски)
- О соотношении социального и психологического // Философские науки. — 1967. — № 6. (на руски)
- К итогам Йенского симпозиума по проблемам социальной психологии // Вопросы психологии. — 1966. — № 2. (на руски)
- Проблемы социальной психологии // Социальные исследования. — М., 1965. (на руски)
- The subject matter of social psychology // American Psychologist. Vol. 19 (5). May 1964, p. 342-349. (на английски)
- Találkozó a szociális pszichológia problémáiról // Magyar Pszichologia Szemle. — Budapest, 1964. — № 4. (на унгарски)
- On the subject of social psychology // Joint publications research. 16 apr. 1963. Washington D.C. (на английски)
- On the subject of social psychology // Joint Publications Research Service

## Отзиви
- Mironenko I. A. Boris Parygin’s Personality Social Psychology / JOINT VIRTUAL MEETING CHEIRON AND ESHHS[неработеща препратка]. JULY 9-11, 2020.
- Мироненко И. А., Журавлев А. Л. Эмпирические и прикладные работы в научном творчестве Б. Д. Парыгина Архив на оригинала от 2022-02-09 в Wayback Machine. (к 90-летию со дня рождения) // Психологический журнал, 2020, Т. 41, № 4. 46-54.
- Rubén Ardila Pariguin, B.D. La Psicología Social como Ciencia // Revista Interamericana de Psicología / Seccion Libeos. 2019. — С. 228-229.
- Mironenko I. A. Personality as a Social Process: where Peter Giordano Meets Boris Parygin // Integrative Psychological and Behavioral Science, 2018, 52(2), 288—295: DOI 10.1007/s12124-018-9417-y
- Журавлев А. Л., Мироненко И. А. Вклад Б. Д. Парыгина в возрождение отечественной социальной психологии (к 85-летию со дня рождения) Архив на оригинала от 2020-01-23 в Wayback Machine. // Психологический журнал, 2015, № 5, — С. 117—124. ISSN 0205-9592
- В. А. Кольцова ПАРЫГИН Борис Дмитриевич / Персоналии / История психологии в лицах // Психологический Лексикон. Энциклопедический словарь в шести томах. Архив на оригинала от 2020-02-24 в Wayback Machine. Редактор-составитель Л. А. Карпенко. Под общей редакцией А. В. Петровского. — М.: Психологический институт имени Л. Г. Щукиной. РАО, 2015. — С. 345.
- Research in Soviet Social Psychology (Recent Research in Psychology)/ Editors: Lloyd H. Strickland; Vladimir P. Trusov; Eugenia Lockwood. — New York: Springer Science+Business Media|Springer New York, 1986. — 109 p. P. 2, 4, 7. ISBN-10: 1461577470
- Ján Bubelíni Sociálnopsychologická klíma pracovného kolektívu — niektoré teoretické a metodologické otázky // Sociologický Časopis / Czech Sociological Review. — Roč. 22, Čís. 4 (1986). — P. 351-362.
- Цимбалюк В. Д. Рецензия на книгу Б. Д. Парыгина «Социально-психологический климат коллектива», 1981 // Вопросы психологии. С. 163—164.
- Uring, Reet Suhtlemine, informeeritus ja subjektiivne informatiivsus // Nõukogude KOOL. Tallinn. Nr. 11. 1980. — Lk. 17-18.
- Sychev U. V. The Individual and the Microenvironment. Progress Publishers. 1978. — Р. 8, Р. 25, Р. 64.
- H. Priirimä Mõningate sotsiaalpsühholoogiliste momentide arvestamisest õppetöös // Nõukogude KOOL. Tallinn. Nr. 2 Veebruar 1968. — Lk. 86-89.
- Tschacher, G; Kretschmar, A. Konkret-soziologische Forschung in der UdSSR // Deutsche Zeitschrift für Philosophie. — Berlin. Band 14, Ausgabe 8, (Jan 1, 1966). — P. 1008.
- Асеев В. А., Зотова О. И. Обсуждение книги «Проблемы общественной психологии» // Вопросы психологии. 1966. № 3.